# Perturbazione (gruppo musicale)
I Perturbazione sono un gruppo musicale pop rock italiano, originario di Rivoli.

## Storia

### Esordi
I Perturbazione nascono nel 1988 a Rivoli, in provincia di Torino. I primi componenti della band sono Tommaso Cerasuolo (voce), Rossano Antonio Lo Mele (batteria) e due loro compagni di classe. Ad essi si aggiungeranno, l'anno successivo, Stefano Milano (basso) e Gigi Giancursi (chitarra). Esordiscono nel 1990, nel concerto di fine anno del liceo frequentato dai componenti della band, senza però la voce ufficiale, che rientrerà nel gruppo nel 1991, in sostituzione di Giorgio Mirto, fino ad allora voce e chitarra.

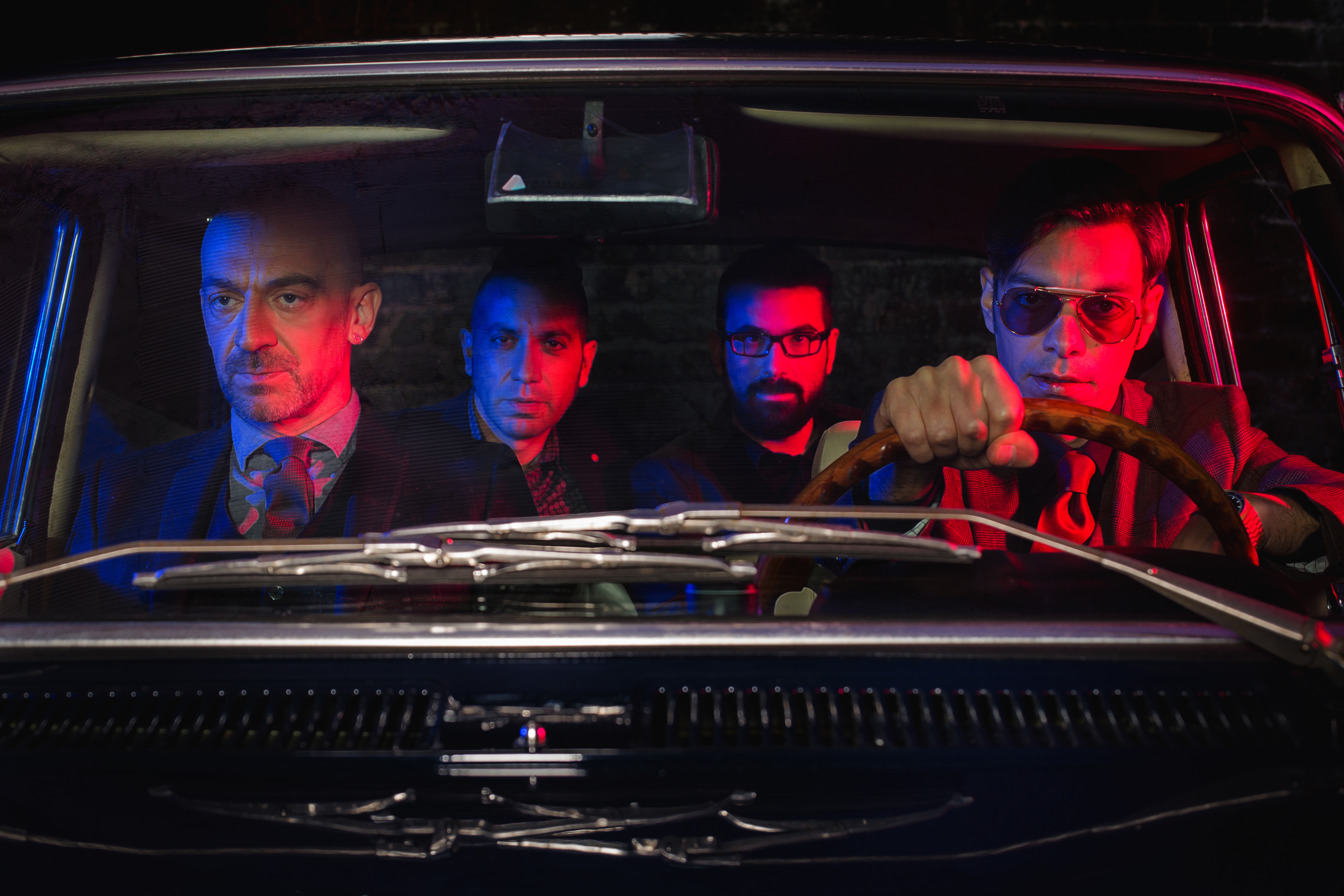
Sessione fotografica 2016

Nel 1992, il gruppo scrive il primo brano originale della propria produzione, Violet, che sarà inserito nell'album di debutto, Waiting to Happen (1998). Nel 1993 realizzano un demo chiamato Atto ed effetto del perturbare. Nel 1994, allo scopo di arricchire il suono della band, Elena Diana (violoncello e pianoforte) entra nella formazione. Due anni più tardi, nel 1996, viene pubblicato il loro primo singolo autoprodotto, Corridors/A Huge Mistake, confezionato e venduto ai concerti.
Tra il 1997 e la primavera del 1998, i Perturbazione conoscono John Vignola, che diventerà il loro primo discografico, e pubblicano il loro primo album, Waiting to Happen (On/Off Records), interamente cantato in lingua inglese. Sempre nel 1998, il gruppo accoglie l'ultimo componente della formazione ufficiale, Cristiano Lo Mele (chitarra), fratello di Rossano, e sceglie l'italiano per i propri testi. All'inizio dell'anno successivo esce l'EP 36 (Beware! Records), che contiene cinque brani in italiano e uno in inglese.
Tra il 1998 e il 2002 il gruppo continua a esibirsi e a comporre. I primi due dischi verranno ristampati su CD unico da Santeria con distribuzione Audioglobe.

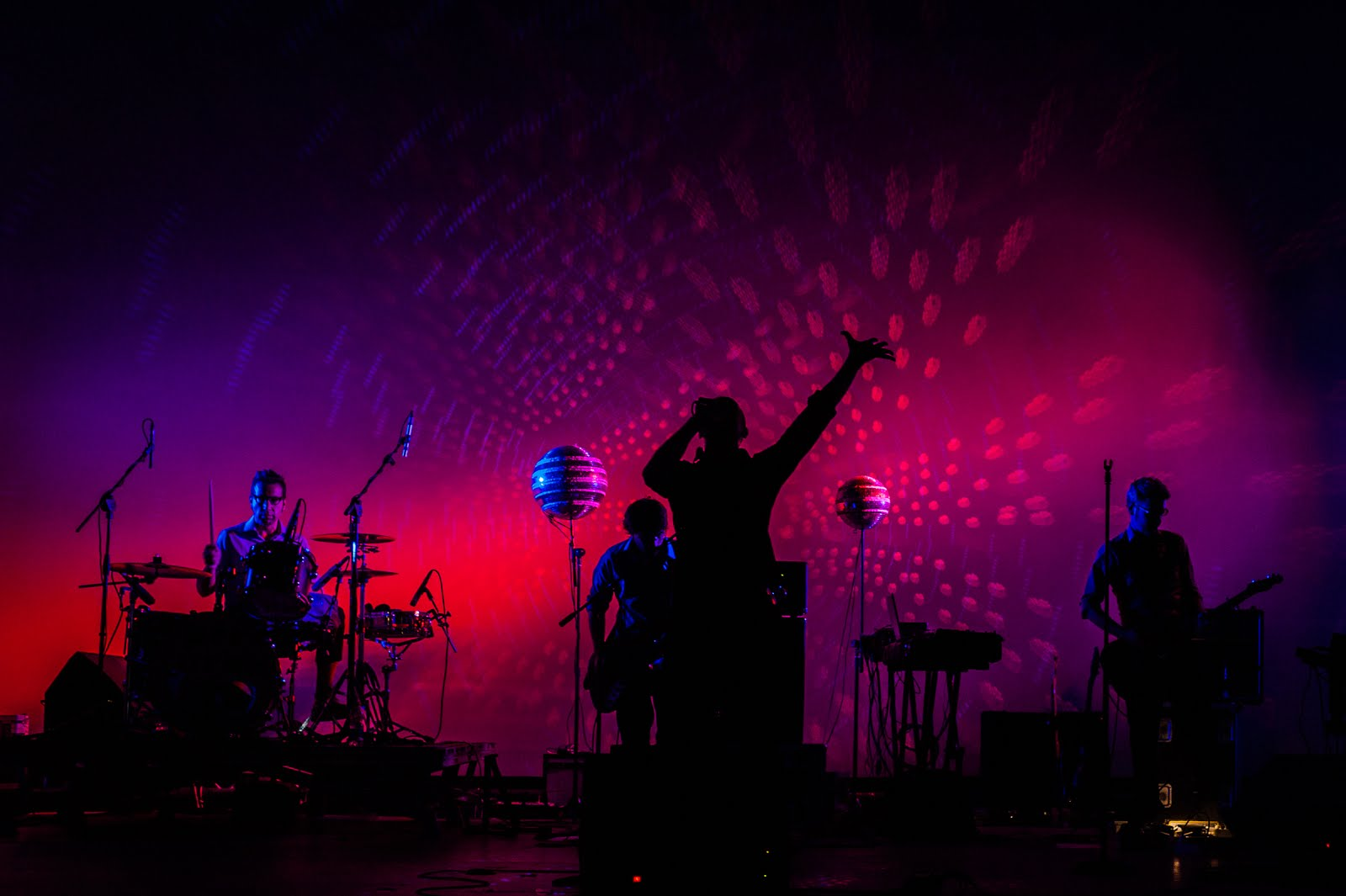
Concerto dei Perturbazione, 2015

### Successo conIn circolo
All'inizio del 2002 esce In circolo (Santeria/Audioglobe), da cui saranno estratti i singoli Il senso della vite e Agosto (il videoclip in animazione della canzone è stato vincitore di "Videoclipped the Radio Stars"). Il disco verrà inserito nel 2012 nella lista stilata da Rolling Stone Italia dei 100 dischi italiani più belli di sempre.
Il successo del disco non sarà immediato: prima rifiutato da alcune etichette e poi pubblicato in sordina da Santeria, nell'estate 2003 il brano Agosto viene apprezzato dal pubblico e dai network radiofonici e televisivi, che passano la canzone e il relativo video nei "music control". Nel 2003 la band inaugura un tour che si protrarrà fino al 2004 con più di 130 concerti (che valgono al gruppo il premio come "Miglior Tour Italiano 2003" al Meeting delle Etichette Indipendenti di Faenza). La band suona anche all'MTV Brand:New Tour.
Nel 2004 i Perturbazione collaborano con gli Zen Circus alla canzone Sweet me, contenuta nell'album del gruppo pisano Doctor Seduction.

### L'affermazione conCanzoni allo specchioePianissimo fortissimo
Dopo aver firmato con la casa discografica Mescal (etichetta di band come Afterhours, Subsonica e Bluvertigo), nel 2005 esce Canzoni allo specchio (Mescal/Sony Music), prodotto da Paolo Benvegnù e registrato allo Studio Esagono in Emilia. Altre collaborazioni presenti nel disco sono quelle con Rachele Bastreghi e Francesco Bianconi dei Baustelle e Jukka Reverberi dei Giardini di Mirò. Da questo album verranno estratti i singoli Se mi scrivi (videoclip diretto da Guido Chiesa che vede tra i protagonisti Marina Massironi e Carlo Lucarelli), Chiedo alla polvere e Animalia (il cui videoclip è stato realizzato in animazione da Tommaso, cantante del gruppo).
Sulla scia del successo ottenuto col nuovo album, il gruppo si cimenta con uno spettacolo dedicato alle città italiane e a come queste sono state cantate e raccontate dalla musica nazionale dal dopoguerra ad allora. Il tour Le città viste dal basso porta quindi in dote la voglia di fare concerti sempre diversi, a seconda della città visitata e vede coinvolti molti esponenti della musica italiana come Manuel Agnelli, Francesco Bianconi, Max Pezzali, Emidio Clementi e Vasco Brondi. Nel frattempo il conduttore radiofonico e deejay Linus chiede ai Perturbazione di rivisitare il brano Sapore di sale di Gino Paoli per la sigla del suo programma Deejay chiama Italia. Inoltre, nel 2006, i Perturbazione hanno partecipato ad un album tributo dedicato ai Belle and Sebastian chiamato A Century of Covers, in cui sono presenti con la versione italiana di Get me away from here I'm dying (Portami via di qui, sto male).
Il 13 aprile 2007 esce un nuovo album del gruppo, dal titolo Pianissimo fortissimo, per l'etichetta EMI, con cui la band ha firmato un nuovo contratto nel 2006. L'album è stato anticipato in marzo dal singolo Un anno in più, che il gruppo ha messo a disposizione per il download gratuito sul proprio sito, nell'intera giornata del 14 febbraio. Il primo singolo pubblicato è Battiti per minuto, nel cui video Remo Remotti interpreta se stesso. Gli archi di Pianissimo fortissimo sono arrangiati da Davide Rossi (già al lavoro con Elisa, Coldplay, Goldfrapp e Röyksopp). Nel mese di ottobre 2007 è uscito il secondo singolo Nel mio scrigno.
Dopo l'annuncio dell'abbandono della formazione da parte di Stefano Milano nel 2008, i Perturbazione si avvalgono del supporto di Alex Baracco al basso. Intanto nello stesso anno il gruppo chiude il rapporto con la EMI per divergenze artistiche e decide di riprendere a lavorare su uno spettacolo pensato e confezionato in casa. Nasce così Concerto per disegnatore e orchestra, incontro inedito tra teatro di figura e animazione primordiale in cui il frontman della band Tommaso Cerasuolo disegna dal vivo una storia che viene ripresa e proiettata su uno schermo, mentre gli altri cinque componenti del gruppo la sonorizzano. Il progetto viene accompagnato dalla pubblicazione di Enlarge Your English, cinque brani in inglese realizzati per l'editoria scolastica e raccolti in vari volumi distribuiti gratuitamente sul sito ufficiale della band.
Nel 2009 esce Le città viste dal basso, vinile pubblicato in sole 999 copie, che raccoglie il meglio del tour omonimo realizzato qualche anno prima. Dello stesso spettacolo verrà realizzata una serie documentaristica a puntate trasmessa da Alice TV.

### Del nostro tempo rubatoeMusica X
Nel periodo fine 2009-inizio 2010 la band intraprende un tour chiamato Preliminari Tour, che consiste in una specie di riscaldamento in vista dell'uscita di un nuovo lavoro discografico. Il 21 maggio 2010 esce l'album doppio, prodotto da Fabio Magistrali, Del nostro tempo rubato (Santeria), una sorta di concept album sul tema del trasloco (affettivo, dal proprio paese, letterale, e così via). Il singolo di lancio Buongiorno buonafortuna, che vede la collaborazione di Dente ottiene un ottimo successo così come il tour che ne seguì, che fa tappa tra l'altro il 26 settembre 2010 al festival musicale Woodstock 5 Stelle organizzato a Cesena dal blog di Beppe Grillo e trasmesso dal canale televisivo nazionale Play.me, che proprio con questa diretta aprì la neonata emittente.
Nel frattempo vengono contattati per una rilettura integrale de La buona novella di Fabrizio De André, eseguendo e registrando l'album dal vivo (ancora inedito) insieme a Nada e Alessandro Raina.
Il 14 novembre 2012 viene diffusa, in occasione del decennale dalla pubblicazione, una riedizione dell'album In circolo chiamata In circolo - Dieci anni dopo. Si tratta di un disco doppio: oltre alla ristampa dell'originale, è presente un secondo CD chiamato Fuori dal giro e contenente 24 brani tra inediti assoluti, cover, riadattamenti di alcuni brani e altri pezzi mai pubblicati. Nel frattempo i Perturbazione lavorano alla successiva produzione, in uscita per la corregionale Mescal, che ritorna dopo alcuni anni ad essere la loro etichetta.
Nel 2013 collaborano con il rapper e cantautore Dargen D'Amico nella traccia Con te, contenuta nell'album Vivere aiuta a non morire, uscito il 30 aprile.
Nell'aprile 2013 pubblicano il singolo La vita davanti. Dal 6 maggio 2013 viene reso disponibile il nuovo album Musica X in allegato con il numero 86 della rivista XL di Repubblica. Il disco, edito dalla Mescal e prodotto da Max Casacci (Subsonica), si avvale della collaborazione di Erica Mou (in Ossexione), de I Cani (in Questa è Sparta) e di Luca Carboni (ne I baci vietati).

### Sanremo 2014
Il 18 dicembre 2013 viene annunciata la loro partecipazione al Festival di Sanremo 2014. Alla manifestazione presentano i brani L'Italia vista dal bar e L'unica, quest'ultima passa, rimane in gara per il Festival e vince il premio della Sala Stampa e il 19 febbraio viene pubblicato il video ufficiale. La band si è classificata sesta nella classifica finale del Festival.
Nell'ottobre 2014 due componenti del gruppo, il chitarrista Gigi Giancursi e la violoncellista Elena Diana, hanno abbandonato il gruppo.

### Le storie che ci raccontiamo
(Perturbazione - Dipende da te)
Il 2016 vede l'uscita del loro ottavo album in studio dal titolo Le storie che ci raccontiamo (come la canzone che chiude l'album), il primo con la nuova formazione in 4 elementi. L'album è anticipato dal singolo "Dipende da te". Nell'album è inclusa la canzone "Da qualche parte nel mondo" che comunque vede la partecipazione dell'ex-violoncellista del gruppo Elena Diana.

### (Dis)amore
Il 29 maggio 2020 è uscito (Dis)amore, l'ottavo album del gruppo, un concept di 23 tracce che racconta l'inizio, lo sviluppo, la crisi e la fine di una storia d'amore.

## Progetti paralleli
I Perturbazione hanno realizzato anche di happening e altri eventi. L'originale idea del Concerto per disegnatore e orchestra (colonna sonora dal vivo di un lungometraggio disegnato/animato "in diretta" da Tommaso Cerasuolo), realizzato anche in occasione della giornata inaugurale di Torino Capitale Mondiale del Libro, sotto il patrocinio dell'UNESCO.
Hanno realizzato la sonorizzazione della copia restaurata dal Museo Nazionale del Cinema del film muto Maciste, come evento di apertura del Traffic Festival 2006.
Le città viste dal basso, spettacolo teatrale che coniuga musica, letteratura e grandi ospiti: Meg, Manuel Agnelli (Afterhours), Mauro Ermanno Giovanardi (La Crus), Emidio Clementi (Massimo Volume), Simone Lenzi (Virginiana Miller), Francesco Bianconi (Baustelle), Remo Remotti, Syria, Le luci della centrale elettrica e molti altri. Lo spettacolo è poi stato inciso su un disco omonimo contenente le cover degli artisti coinvolti.

## Formazione

### Formazione attuale
- Tommaso Cerasuolo – voce, mandolino
- Cristiano Lo Mele – chitarra, tastiere
- Alex Baracco – basso (dal 2008)
- Rossano Antonio Lo Mele – batteria

### Ex componenti
- Stefano Milano – basso (fino al 2008)
- Gigi Giancursi – chitarra, cori (fino al 30 ottobre 2014)
- Elena Diana – violoncello (fino al 30 ottobre 2014)

## Discografia

### Album in studio
- 1998 – Waiting to Happen
- 2002 – In circolo
- 2005 – Canzoni allo specchio
- 2007 – Pianissimo fortissimo
- 2010 – Del nostro tempo rubato
- 2013 – Musica X
- 2016 – Le storie che ci raccontiamo
- 2020 – (Dis)amore

### Raccolte
- 2002 – Waiting to Happen/36
- 2009 – Le città viste dal basso

### EP
- 1998 – 36
- 2008 – Un anno in più

### Apparizioni in raccolte
- 2002 – Il laureando in Fosbury: primo salto
- 2006 – Portami via di qua sto male in A Century of Covers
- 2008 – The Beat Goes on (The All Seeing I) in Post-Remixes Vol. 1

## Videografia

### Video musicali
| Anno | Titolo                                 | Regista/i                             |
| ---- | -------------------------------------- | ------------------------------------- |
| 2002 | Il senso della vite                    |                                       |
| 2004 | Agosto                                 | Sylvain Vincendeau                    |
| 2005 | Se mi scrivi                           | Guido Chiesa                          |
| 2006 | Anomalia                               | Tommaso Cerasuolo                     |
| 2006 | Chiedo alla polvere [prima versione]   | Riccardo Struchil                     |
| 2006 | Chiedo alla polvere [seconda versione] | Vittorio Badini Confalonieri          |
| 2008 | Un anno in più                         | Tommaso Cerasuolo, Giovanna Russiello |
| 2009 | Battiti per minuto                     | Lorenzo Vignolo                       |
| 2010 | Mao Zeitung                            | Andrea Spinelli, Gigi Giancursi       |
| 2010 | Buongiorno buonafortuna (feat. Dente)  | Jacopo Rondinelli                     |
| 2011 | Mondo tempesta                         | Jacopo Rondinelli                     |
| 2011 | Del nostro tempo rubato                | Vittorio Sorrenti                     |
| 2013 | La vita davanti                        | Matteo Fresi                          |
| 2014 | L'unica                                | Jacopo Rondinelli                     |
| 2014 | Musica X                               | Cosimo Alemà                          |
| 2014 | I baci vietati (feat. Luca Carboni)    | Lorenzo Vignolo                       |
| 2015 | L'Italia vista dal bar                 | Jacopo Rondinelli                     |
| 2016 | Dipende da te                          | Bruno D'Elia                          |
| 2016 | La prossima estate                     | Errico D'Andrea, Lucio Laugelli       |
| 2016 | Trentenni                              | Luca Catasta                          |
| 2019 | Le spalle nell'abbraccio               | Fabio Capalbo                         |
| 2020 | Io mi domando se eravamo noi           | Fabio Capalbo                         |
| 2020 | Chi conosci davvero                    | Fabio Capalbo                         |